# Nebria roddi
Nebria roddi (лат.) — вид жуков-жужелиц из подсемейства плотинников. Распространён в хребте Листвяга, на юге Катунского хребта селе Берель и на западе плоскогорья Укок в Алтае Восточного Казахстана и России. Обитают в высокогорье, где населяют курумники и каменные россыпи. Встречаются на плоских горизонтальных поверхностях крупных камней около снежников. 